# Wał napędowy (motoryzacja)
Wał napędowy jest elementem układu przeniesienia napędu, którego zadaniem jest przeniesienie momentu obrotowego i ruchu obrotowego ze skrzyni biegów lub skrzyni rozdzielczej, do mostów napędowych pojazdu.

## Konstrukcja
Wał napędowy składa się z kilku części. 
Rurowy korpus – wykonany  z bezszwowych stalowych rur. Końcówki wału z zamocowanymi przegubami krzyżakowymi – popularnie zwany przegubem Cardana. Zastosowanie tego elementu umożliwia zarówno współosiowość wału względem siebie, jak i łączenie elementów napędu, które są znacznie odchylone wzglądem siebie. Złącze kołnierzowe –  to elementy na końcach wału, które przenoszą  moment obrotowy przez czołowe uzębienie nacięte na powierzchni  tarczy kołnierza. Połączenie przesuwne – połączenie wielowypustowe, umieszczone  pomiędzy elementami wału, które jest w stanie zmienić swoje położenie –  długość wału, kompensując zmianę odległości mostu napędowego od skrzyni biegów wynikającą z uginania zawieszenia podczas pokonywania nierówności drogi. Niekiedy nawet kilka wałów połączonych jest przegubami krzyżakowymi. 
Nowoczesne konstrukcje.

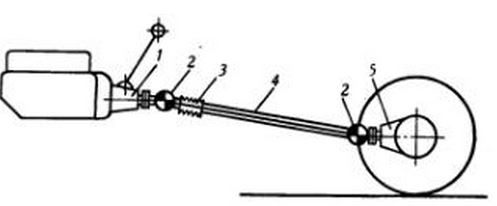
Połączenie zespołów napędu, wałem napędowym. 1. Skrzynia biegów, 2. przegub Cardana, 3. Złącze przesuwne, 4. Wał napędowy, 5. Most napędowy.

Wał napędowy w ruchu.

Wał napędowy samochodu wyścigowego Mercedes SLS GT3 jest wykonany z włókna węglowego waży ok. 4 kg, i przenosi moment obrotowy ok. 650 Nm, oraz moc ponad 500 KM.